# 開運通

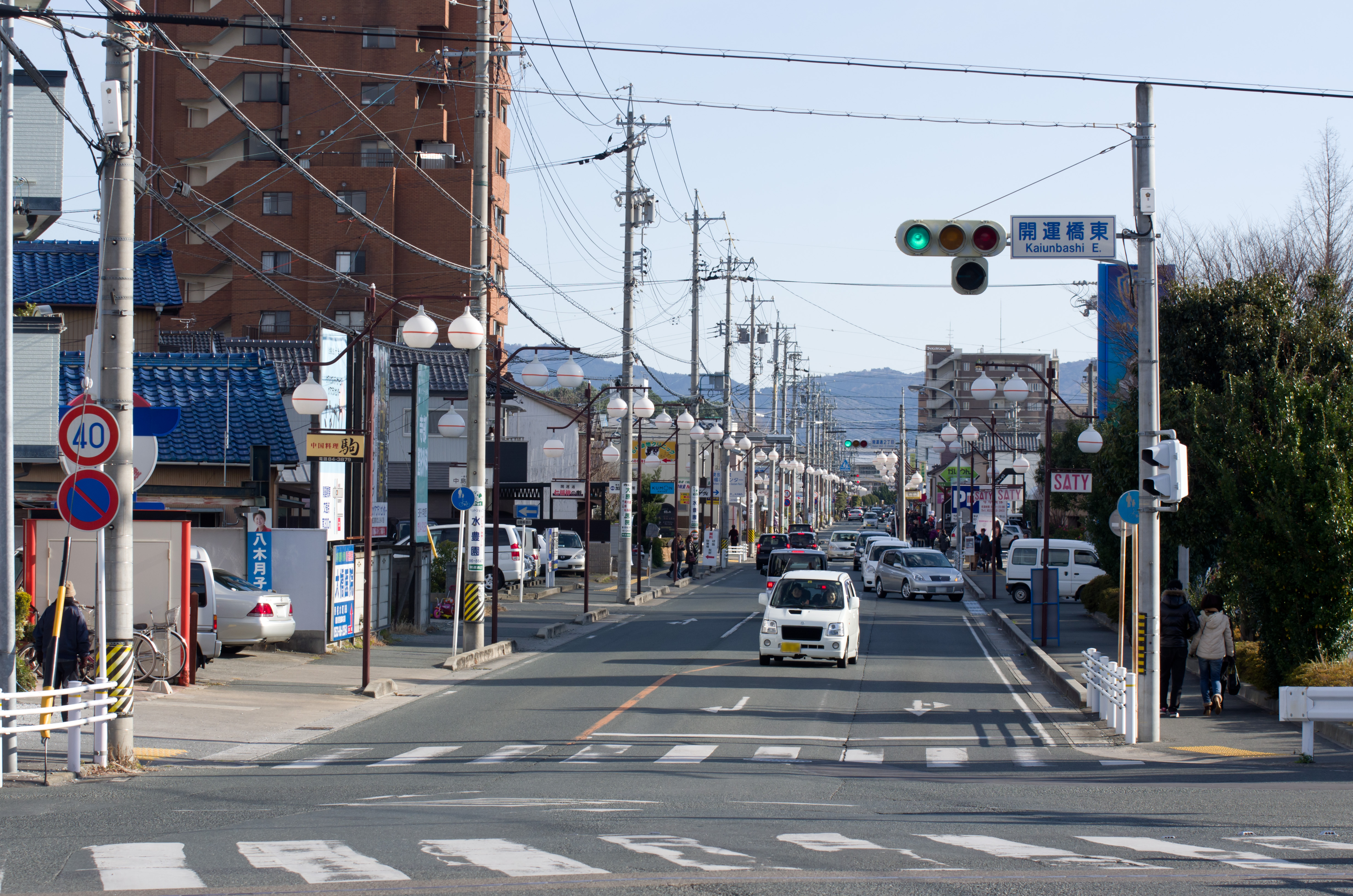
開運橋東交差点より撮影。開運通には独特な形の街路灯が設置されている。

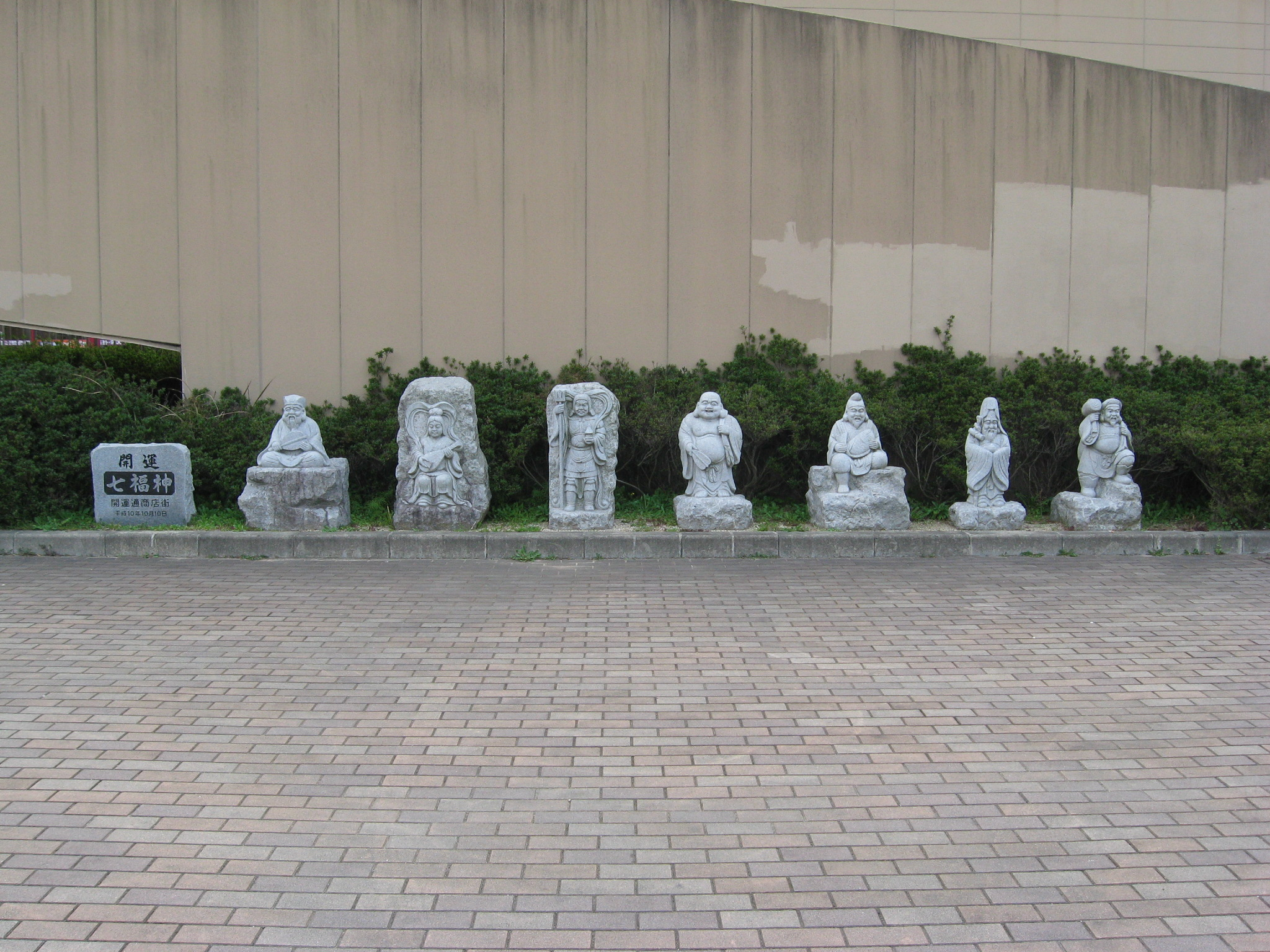
イオン豊川開運通店前に集められた七福神

開運通（かいうんどおり）は、愛知県豊川市にある市道の通称。

## 概要
豊川市道公園線のうち東部の一部区間の通称である。豊川市内には、「末広通」、「千歳通」（千歳も参照）、「寿通」など、縁起のよい通り名が多いが、この開運通はその中でも最もストレートな表現であり、それを意識してか1998年（平成10年）には道路沿いに七福神の石像が設置された。なお、現在ではイオン豊川開運通店にすべて集められている。
沿線は開運通商店街となっており、中小の商店が並んでいる。1998年（平成10年）に商店街のはずれに豊川サティ（現在のイオン豊川店）ができ、客の流れは大きく変化した。
豊川稲荷が近くにあるため、正月は非常に混雑する。開運通沿いには参拝客用の臨時駐車場がいくつも設けられるほか、歩行者も増えるため、歩道には沿線の商店によって「豊川稲荷まで○分」という看板が設置されることもある。

## 区間
- 豊川市
  - 幸町交差点（起点） - 開運橋東交差点（終点）
  - 総延長：約850m

## 沿線
- 豊川稲荷駐車場
- 稲荷公園
- スギ薬局開運通店
- 豊川高等学校
- コパンスポーツクラブ豊川
- イオン豊川開運通店

## 交差・接続する道路
- 駅前通（市道前田豊川線、起点：丁字交差）
- 市道桜木通三丁目開運通一丁目線（開運通1丁目交差点）
- 市道中央通三丁目開運通一丁目線（同）
- 末広通（市道中通線(その1)、豊川高校東交差点）
- 市道桜木通四丁目開運通二丁目線（開運通2丁目交差点）
- 市道中央通四丁目開運通二丁目線（同）
- 市道佐奈川線（開運橋東交差点：交差）

## 沿線風景
豊川稲荷の大駐車場の前にある幸町交差点が起点である。スタートしてしばらく民家と商店が混在する。中間地点の豊川高等学校東交差点で末広通と交差し、様々な店が並ぶ通りを進み、前方にイオン豊川開運通店の大きな建物が見えてくると終点の開運橋東交差点となる。佐奈川を渡って市道公園線をさらに直進すれば、陸上自衛隊豊川駐屯地や工業団地の前を通り、豊川市総合体育館や豊川警察署へ最短距離で行くことができる。

## バス路線
- 豊鉄バス
  - 豊川線
  - 新豊線